# Bois-d'Haine
Bois-d'Haine (en wallon et picard Bos d'In.ne) est un village belge de la commune de Manage situé dans la province de Hainaut en Région wallonne. C'était une commune à part entière avant la fusion des communes de 1977.

## Étymologie
Bois d'Haine (Bosca Hanica en latin) doit son nom aux bois qui s'étendaient autrefois le long de la Haine (avec les villages de Haine-Saint-Pierre, Haine-Saint-Paul, Ville-sur-Haine, etc). Ceux-ci s'étant individualisés, la partie restante garda le nom du bois.
Divers historiens expliquent l'origine du nom "Bois-d'Haine" par sa situation géographique : "le bois proche de la Haine".
Pourtant une autre possibilité existe : Bois-d'Haine signifierait le bois de Haine (Saint Paul). En effet, Bois-d'Haine dépendait à l'origine de la paroisse de "Haina" (qui en 1163, par l'existence de deux oratoires, se divisa en Haine-Saint-Pierre et Haine-Saint-Paul).
L’orthographe de cette appellation a subi au cours des siècles antérieurs de nombreuses altérations.
C’est ainsi que nous retrouvons successivement :
| An   | Appellation                   |
| ---- | ----------------------------- |
| 1010 | Bois-d'Haigne / Bos de Haïgne |
| 1263 | Bos-d'Haine                   |
| 1314 | Bos de Hayne / Bos de Haÿne   |
| XVe  | Bois de Haisne                |
| 1563 | Bois d'Hayne / Bos d'Hayne    |
| 1749 | Bois d'Hesne                  |
| 1775 | Bois-d'Haine                  |

## Évolution démographique
- Sources : INS, Rem. : 1831 jusqu'en 1970 = recensements, 1976 = nombre d'habitants au 31 décembre.

## Armoiries

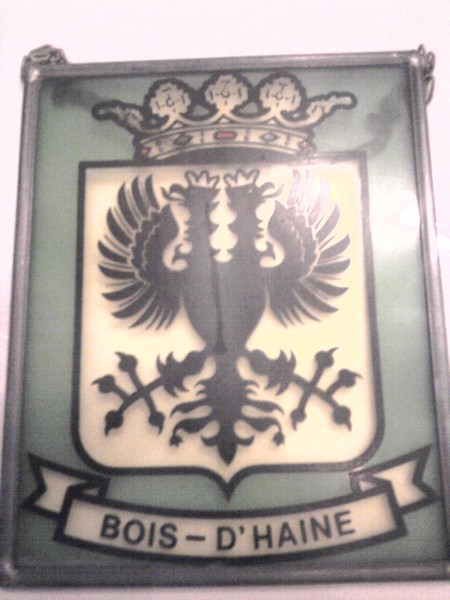
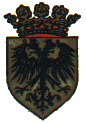

La commune de Bois d'Haine possédait des armoiries, faisait usage d'un sceau « à un écu, à une aigle impériale timbrée d'une couronne royale ». Ayant comme légende inscrite « Eschevins Bois d'Haine » dont les armoiries étaient les mêmes que celles du Saint Empire germanique qui était « d'or à l'aigle bicéphale de sable »

## Liste de bourgmestres de 1830 à 1977
- M. Dupont (1848).

## Patrimoine et culture

### Patrimoine architectural
- Eglise Saint-Jean-Baptiste. Construite en 1875 en style néo-gothique par l'architecte Tirou[2].
- Presbytère, rue de l'église. Construit au 3e quart du XVIIIe siècle[2].

### Culture

#### Folklore
La fête du Caudia (ou chaudeau) : Fête célébrée à Bois d’Haine le mardi qui suit le dernier dimanche du mois de juin.
La fête aux origines très anciennes se perpétue encore aujourd'hui. Elle comprend des dignitaires, un maître de cérémonie, des musiciens, tous costumés. Le caudia est une sorte de lait de poule apprécié en Hainaut, mais produit ici à partir de lait, sucre et mastelles obtenues par la jeunesse qui, jadis, allait quêter jusqu'au crépuscule de ferme en ferme au son d'une musique et de tambours. La quête terminée, une dizaine de cavaliers aux montures ornées de banderoles multicolores vont chercher les quêteurs et les amènent sous un vénérable marronnier où l'on suspend trois chaudrons au moyen d'un joug par-dessus un feu de fagots. Les quêteurs s'habillent alors en marmitons, produisent le chaudeau, en portent un pot au curé, puis chacun se précipite avec un récipient vers le breuvage apprécié. Un comité en sarrau, un char de jeunes filles costumées en paysannes, de la musique et des chants agrémentent cette célébration dont une légende fait remonter l’origine à 1411. Le caudia ou chaudeau compte parmi les chefs-d’œuvre du Patrimoine oral et immatériel de la Fédération Wallonie-Bruxelles.

## Personnalité
- Louise Lateau (1850 – 1883). Née à Bois-d’Haine dans une famille pauvre, rapidement orpheline de père, Louise Lateau fut confrontée dès son jeune âge à la maladie et à l’indigence. Encore gamine, elle s’occupa des malades de son village et montra une grande capacité de service, de dévouement et de compassion. Sans instruction, profondément croyante et proche du curé de la paroisse, elle tomba gravement malade à 18 ans et son corps fut le siège de phénomènes mystérieux. L’apparition des stigmates, à partir de 1868, engendra une vive émotion parmi la population et entraîna, dans les années qui suivirent, une vague de spéculations tant scientifiques que religieuses, non dépourvues d’aspects polémiques. Louise Lateau attira aussi, souvent malgré elle, de nombreux visiteurs dans sa modeste maison de Bois-d’Haine, village qui, grâce à elle, connut la notoriété nationale et même internationale. Sa cause de canonisation a été introduite.